# 임재성
임재성(林宰成, 1980년 ~ )은 대한민국의 변호사이자, 사회학 박사이다.

## 학력
- 2018년 : 서울대학교 대학원 사회학과 박사
- 2015년 : 인하대학교 법학전문대학원 법학전문석사
- 2007년 : 서울대학교 대학원 사회학과 석사
- 2004년 : 고려대학교 법과대학 법학과 학사
- 1999년 : 대일외고 영어과 졸업

## 경력
- 2015년 1월 ~ 현재 : 법무법인 해마루 소속 변호사[1]
- 2019년 10월 ~ 2023년 6월 : KBS 1TV 시사직격 진행자[2]
- 2019년 9월 ~ 현재 : 연세대학교 사회학과 겸임교수
- 2020년 4월 ~ 현재 : 서울지방경찰청 인권위원
- 2019년 4월 ~ 현재 : 대통령직속 군사망사고진상조사위 보관됨 2019-10-25 - 웨이백 머신 자문위원
- 2021년 10월 : 시사저널 2021 차세대 리더 100인 선정 (법조)[3]
- 2015년 2월 ~ 현재 : 민주사회를 위한 변호사모임 과거사위원회, 베트남전 민간인학살 진상규명TF[4][5] 등
- 2016년 8월 ~ 현재 : 참여연대 평화군축센터 실행위원[6]
- 2016년 9월 ~ 현재 : 한베 평화재단 이사[7]

## 대표 수행 사건
- 제주4·3사건 군사재판(군법회의) 피해자들을 위한 재심, 형사보상청구, 국가배상소송[8][9][10][11]
- 일제시기 강제동원 기업(일본제철, 미쓰비시중공업 등)에 대한 손해배상소송[12][13]
- 한국으로 탈취된 아동에 대한 헤이그아동탈취협약 반환청구 사건[14]
- 서울대학교 교수의 대학원생에 대한 강제추행 사건 피해자 대리[15][16]
- 베트남전 민간인학살 피해자를 대리한 국가배상소송, 진실과화해를위한과거사정리위원회 진실규명 신청
- 국가정보원, 감사원 등을 상대로 한 정보공개청구소송
- 프리랜서 방송작가의 산업재해 인정사건
- 부당한 하도급대금 결정 관련 건설분쟁의 공정거래위원회 사건

외 다수의 행정, 노동, 건설, 헌법소원 사건 수행

## 인터뷰
- [미디어오늘] 징병제에서 모병제로? “빈자의 군대될 것” (2021. 7.)
- [MBC시선집중] 강제동원 피해자들 "이제서야 항고?" 일본제철의 지연전략 (2020. 8. 4.)

- [한겨레신문] 임재성 변호사 "일본기업 압류자산 처분 서두르겠다" (2020. 7. 1.)
- [한겨레신문] 90살 제주 4·3 생존자의 법정진술 자체가 치유 과정이죠 (2018. 10. 28.)
- [경향신문] 제주 할망·하르방의 '예쁜 우리 변호사' (2019. 3. 24.)
- [민중의소리] 베트남 민간인 학살한 ‘피고’ 대한민국을 법정에 세웁니다  (2017. 12. 8.)

## 저서 및 논문
- 《삼켜야 했던 평화의 언어》 (그린비, 2011)
- 「군사주의에 갇힌 헌법재판소: 국가안보 관련 헌법재판소 결정문에 대한 비판적 담론 분석」, 『민주법학』 51, 2013.[17]
- 「평화권, 아래로부터 만들어지는 인권: 한국 사회운동의 ‘평화권’ 담론을 중심으로」, 『경제와사회』 91, 2011.[18]

## 칼럼
- 한겨레신문 칼럼연재(2020. 7. ~ 현재)
- 주간지 시사인 칼럼 연재(2014년 ~ 2016년)
- [시사인] 일본제철 끌려간 신천수의 역사를 바꾼 소송기 (2019. 8. 5.)
- [시사인] 강제동원 피해자 소송 변호사들이 제시하는 해법 (2019. 8. 12.)
- [문학3] 눈부셨던 응우예티탄들: 베트남전 민간인 학살 시민평화법정이 남긴 것들 보관됨 2019-06-11 - 웨이백 머신 (2018. 6. 15.)
- [프레시안] 피고 대한민국에 '망각금지'를 선고하다: 베트남 시민평화법정이 우리에게 남긴 과제 (2018. 5. 10.)

## 수상이력
- 2018. 5. : 민주사회를위한변호사모임 모범회원상
- 2013. 1. : 제3회 민주주의법학연구회 논문공모 최우수상
- 2012. 10. : 제2회 국제인권모의재판 대상 (법무부장관상)
- 2009. 12. : 국가인권위원회 인권논문상